# محاصره گنجه (۱۷۳۴)
محاصره گنجه طی آخرین مرحله جنگ ۱۷۳۵–۱۷۳۰ ایران و عثمانی رخ داد و پس از مقاومت طولانی آن با نابودی ارتش اصلی عثمانی در نبرد یغوارد، شهر توسط پادگان عثمانی تسلیم شد.